# Avinguda de Benito Pérez Galdós
L'avinguda de Benito Pérez Galdós, més habitualment avinguda de Pérez Galdós és una via urbana de València. Està situada entre l'avinguda de Tres Forques i el pont de Campanar. Fita amb l'avinguda de César Giorgeta i el carrer d'Àngel Guimerà. Deu el seu nom a l'escriptor Benito Pérez Galdós.